# نهائي كوبا ليبرتادوريس 1980
كانت نهائيات كوبا ليبرتادوريس دي أمريكا عام 1980 هي آخر مباراة ذهاب وإياب لتحديد بطل كوبا ليبرتادوريس دي أمريكا . وخاضها نادي ناسيونال الأوروغوياني وإنترناسيونال البرازيلي. أقيمت مباراة الذهاب في 30 يوليو في إستاد بيرا ريو في بورتو أليغري ، حيث لعبت مباراة الإياب يوم 6 أغسطس في ملعب سينتيناريو في مونتيفيديو.
مع تعادل المباراة الأولى 1–1 ، توج ناسيونال باللقب بعد فوزه في مباراة الإياب 1-0 بهدف للمهاجم فالديمار فيكتورينو ، محققًا لقبه الثاني في كأس ليبرتادوريس.  كان فيكتورينو هداف النسخة برصيد 6 أهداف.
أقيمت النهائيات على قدمين. ذهابا وايابا. الفريق الذي جمع أكبر عدد من النقاط - اثنتان للفوز ، ونقطة للتعادل ، وصفر للخسارة - بعد تتويج الساقين بطلاً. إذا تعادل الفريقان في النقاط بعد مباراة الإياب ، فستصبح المباراة الفاصلة في المحايد هي الفاصل التالي. تم استخدام فرق الهدف كملاذ أخير.

## الفرق المتأهلة
| فريق         | الظهور في النهائيات السابقة (الخط الغليظ يشير إلى فوز) |
| ------------ | ------------------------------------------------------ |
| انترناسيونال | -                                                      |
| ناسيونال     | 4 ( 1964 ، 1967، 1969، 1971 )                          |